# Berlin am Meer
Berlin am Meer ist ein deutscher Kinofilm aus dem Jahr 2008 von Wolfgang Eißler mit Anna Brüggemann und Robert Stadlober in den Hauptrollen.

## Handlung
Toms große Leidenschaft ist die Musik. Nachts legen Tom und Malte als DJs in Berliner Clubs auf – während sie insgeheim hoffen, von einem Major-Label entdeckt zu werden. Tagsüber verdingen sich die beiden als Aushilfskellner für einen Catering-Service. Heimlich bewirbt sich Tom an Musikhochschulen, weil er sich unter Musik durchaus auch etwas anderes vorstellen kann als die Clubszene. Doch seinen Freunden erzählt er nicht, wie sehr er sich zum Beispiel für Opern begeistert.
Eines Tages zieht Politikstudentin Mavie, Mitschs Schwester, in die Abstellkammer der WG, um ein Praktikum bei einer Bundestags-Fraktion zu machen. Die Geschwister haben ein sehr gespanntes Verhältnis zueinander, was auch daran liegt, dass Mitsch seit Langem sein Medizinstudium vernachlässigt hat und inzwischen exmatrikuliert ist. Seine Eltern wissen aber nichts davon, weil Mitsch auf den monatlichen Scheck nicht verzichten will.
Tom fühlt sich zu Mavie hingezogen, ohne zu merken, dass sie seine Sympathie durchaus erwidert. Gleichzeitig flirtet Malte mit ihr.
Die integrierende Kraft in der Clique ist Margarete, die Tom zuvor mit der einsamen Verena verkuppeln wollte. Mavie interessiert sich für Toms eigene Kompositionen, begleitet ihn sogar in die Oper – die beiden verbringen viele Stunden zu zweit, in denen er ihr „sein“ Berlin zeigt.
Mitsch und Mavie sprechen sich bei einer Party aus und können den Geschwisterstreit beilegen. Doch zwischen den beiden Musikern Malte und Tom kommt es zu Spannungen: Ein Vorsprechen bei einem Plattenlabel ernüchtert Tom, während Malte eher begeistert reagiert. Dann stellt sich heraus, dass Malte sich (nach Toms Vorbild) bei der Berliner Musikhochschule beworben hat und einen Studienplatz bekommt, während Tom wieder einmal abgelehnt wird.
Mavie will den deprimierten Tom trösten, doch die beiden werden unterbrochen, bevor sie sich näherkommen können. Als sie sich dann bereit erklärt, ihrem Praktikumskollegen Ralph in einer Krisensituation zu helfen, und Tom allein lässt, ist der am Boden zerstört. Volltrunken wird er am Eingang seines Lieblingsclubs abgewiesen. Daraufhin provoziert er einige Passanten, die ihn zusammenschlagen. In seiner Verzweiflung sucht Tom Trost bei Mitschs Freundin Angie – und wird mit ihr im Bett von Mavie überrascht. Als Mavie ihren Berlin-Aufenthalt daraufhin vorzeitig abbricht, will auch Tom nichts mehr von seinem bisherigen Leben wissen und zu seinen Eltern zurückkehren. Der Film endet damit, dass sich beide zufällig am Berliner Hauptbahnhof treffen, in Berlin bleiben und zueinander finden.

## Veröffentlichungen
Der Premiere des Films war am 10. Januar 2008. Am 15. Mai 2008 wurde der Film auf DVD veröffentlicht, die u. a. eine Making-of des Films sowie geschnittene und alternative Szenen als Bonusmaterial enthält.

## Kritiken
„Debütfilm mit hübschen Einfällen und schönen Bildideen, der sich an vielen Facetten eines postpubertären Coming of Age abarbeitet. Zwar nimmt er es mit historischen und anderen Bezügen nicht so genau, überzeugt aber durch die hervorragenden Darstellerleistungen.“

„Und nun möchte "Berlin am Meer" eigentlich auch eine Liebesgeschichte sein… Böse formuliert ist der Film jedoch nur "trendy" und handelt von verwöhnten Bürgersöhnchen und -töchtern, die einfach nicht erwachsen werden wollen. Das ist weder sympathisch noch wirklich interessant.“

Die Deutsche Film- und Medienbewertung FBW in Wiesbaden verlieh dem Film das Prädikat wertvoll.